# Olympische Reiterspiele 1956/Teilnehmer (Spanien)
| Gelbes Symbol für Goldmedaillen mit stilisierten Olympischen Ringen | Graues Symbol für Silbermedaillen mit stilisierten Olympischen Ringen | Braundes Symbol für Bronzemedaillen mit stilisierten Olympischen Ringen |
| ------------------------------------------------------------------- | --------------------------------------------------------------------- | ----------------------------------------------------------------------- |
| —                                                                   | —                                                                     | —                                                                       |

Spanien nahm an den Reiterspielen der Olympischen Sommerspiele 1956 in Stockholm, Schweden, mit einer Delegation von sechs Sportlern (allesamt Männer) an vier Wettkämpfen teil. Es konnten keine Medaillen errungen werden. Jüngster Athlet war Carlos Figueroa (24 Jahre und 189 Tage), ältester Athlet war Faustino Domínguez (51 Jahre und 38 Tage). Es war die achte Teilnahme des Landes an Olympischen Sommerspielen. Fahnenträger war Francisco Gómez-Jordana y Prats, Graf von Jordana.
An den restlichen Wettbewerben der Olympischen Sommerspiele 1956, die fünf Monate nach den Reitsportspielen in Melbourne ausgetragen wurden, nahm Spanien aus Protest gegen die blutige Zerschlagung des Ungarischen Volksaufstandes durch die Truppen der Sowjetunion nicht teil.

## Teilnehmer nach Sportarten

### Reiten
Springreiten Mannschaft
- Ergebnisse
Finale: 117,25 Fehlerpunkte, Rang sechs
Runde eins: 80,50 Fehlerpunkte, Rang neun
Runde zwei: 36,75 Fehlerpunkte, Rang vier
- Mannschaft
Carlos Figueroa
Francisco Goyoaga
Carlos López-Quesada

Vielseitigkeitsreiten Mannschaft
- Ergebnisse
Finale: Wettkampf nicht beendet (DNF)
Dressur: 510,00 Strafpunkte
Geländeritt: Wettkampf nicht beendet (DNF)
Springreiten: nicht angetreten
- Mannschaft
Faustino Domínguez
Hernán Espinosa
Joaquín Nogueras

Einzel
- Faustino Domínguez
  - Vielseitigkeitsreiten

Finale: Wettkampf nicht beendet (DNF)
Dressur: 170,80 Strafpunkte, Rang 53
Geländeritt: Wettkampf nicht beendet (DNF)
Springreiten: nicht angetreten

- Hernán Espinosa
  - Vielseitigkeitsreiten

Finale: Wettkampf nicht beendet (DNF)
Dressur: 177,60 Strafpunkte, Rang 55
Geländeritt: Wettkampf nicht beendet (DNF)
Springreiten: nicht angetreten

- Carlos Figueroa
  - Springreiten

Finale: 61,50 Fehlerpunkte, Rang 36
Runde eins: 33,50 Fehlerpunkte, Rang 40
Runde zwei: 28,00 Fehlerpunkte, Rang 30

- Francisco Goyoaga
  - Springreiten

Finale: 28,00 Fehlerpunkte, Rang 15
Runde eins: 20,00 Fehlerpunkte, Rang 20
Runde zwei: 8,00 Fehlerpunkte, Rang zehn

- Carlos López-Quesada
  - Springreiten

Finale: 27,75 Fehlerpunkte, Rang 14
Runde eins: 27,00 Fehlerpunkte, Rang 30
Runde zwei: 0,75 Fehlerpunkte, Rang drei

- Joaquín Nogueras
  - Vielseitigkeitsreiten

Finale: Wettkampf nicht beendet (DNF)
Dressur: 161,60 Strafpunkte, Rang 49
Geländeritt: Wettkampf nicht beendet (DNF)
Springreiten: nicht angetreten